# Lautjärvi - Laukkala - Kaituenlampi
Lautjärvi - Laukkala - Kaituenlampi este o arie protejată (arie specială de conservare — SAC, sit de importanță comunitară — SCI, arie de protecție specială avifaunistică — SPA) din Finlanda întinsă pe o suprafață de 93 ha, integral pe uscat.

## Localizare
Centrul sitului Lautjärvi - Laukkala - Kaituenlampi este situat la coordonatele 61°31′49″N 26°20′16″E / 61.5303°N 26.3378°E.

## Înființare
Situl Lautjärvi - Laukkala - Kaituenlampi a fost declarat sit de importanță comunitară în august 1998 pentru a proteja 9 specii de animale. Alte tipuri de protecție:
- arie de protecție specială avifaunistică (în august 1998)[2]
- arie specială de conservare (în aprilie 2015)[1][3][4]

## Biodiversitate
Situată în ecoregiunea boreală, aria protejată conține 3 habitate naturale: Lacuri și iazuri distrofice naturale, Mlaștini turboase de tranziție și turbării mișcătoare, Taiga vestică.
La baza desemnării sitului se află mai multe specii protejate:
- păsări (8): stârc cenușiu (Ardea cinerea), rața moțată (Aythya fuligula), erete de stuf (Circus aeruginosus), lebădă de iarnă (Cygnus cygnus), șoimul rândunelelor (Falco subbuteo), cufundar polar (Gavia arctica), cocor (Grus grus), Hydrocoloeus minutus
- mamifere (1): veveriță zburătoare siberiană (Pteromys volans)